# Parpan
Parpan (Reto-Romaans: Parpaun; Italiaans (verouderd): Parpona) is een plaats en voormalige gemeente in het Zwitserse kanton Graubünden, en maakt deel uit van het district Plessur.
Parpan telt 264 inwoners (2005), ongeveer 50 meer dan begin jaren 80.
In het dorp zijn 4 hotels, enkele appartementengebouwen, een supermarkt, een postkantoor, een ijsbaan en een kerk. Parpan maakt deel uit van het skigebied van Lenzerheide-Valbella.